# Distretto di Tirana
Il distretto di Tirana (in albanese: Rrethi i Tiranës) era uno dei 36 distretti amministrativi dell'Albania.
La riforma amministrativa del 2015 ha suddiviso il territorio dell'ex-distretto in 3 comuni: Kamëz, Tirana e Vorë.

## Geografia antropica

### Suddivisioni amministrative
Il distretto comprendeva 3 comuni urbani e 16 comuni rurali.

#### Comuni urbani
- Kamëz
- Tirana (in albanese Tiranë)
- Vorë

#### Comuni rurali
- Baldushk
- Bërxullë (Berxull)
- Bërzhitë (Berxhite)
- Dajt
- Farkë (Sauk)
- Kashar
- Krrabë (Kerrabe)
- Ndroq
- Paskuqan
- Petrelë (Njësi Bashkiake)
- Pezë
- Prezë
- Shëngjergj
- Vaqarr
- Zall Bastar
- Zall Herr (Zall Her)